# Битка код Козминске шуме
Битка код Козминске шуме (1497) вођена је између молдавског принца Стефана Великог и пољског краља Јована I Олбрахта. Битка се одиграла у северној Молдавији, око 50 километара северно од тадашње престонице Сучаве, у брдима између Аданцата (данас Хлибока), која се налази у долини реке Сирет, и Черноваца, града који се налази у долине реке Прут. Исход битке је победа Османлија и њихових молдавских вазала.

## Узроци рата
Јован I Олбрахт је изабран због свог залагања за офанзивну политику против Османлија и склопио је савез са Венецијом и Угарском ради заједничког напора у борби против њиховог територијалног ширења. Стефан Велики од Молдавије одбио је да се придружи савезу плашећи се да би Молдавија могла бити главно поприште било каквог пољско-османског рата. Олбрахтови напори да свргне Стефана довели су до свађе са Ладиславом Угарским, који је Стефана сматрао својим вазалом. Ово је раскинуло њихов недавно склопљени савез и као резултат тога, Олбрахт је планирао да оствари своје циљеве без икакве стране помоћи. Након неколико година припрема, Олбрахт је послао изасланика у Истанбул тражећи мир, али је Бајазит II то одбио и обе стране су биле спремне за рат до 1497. године.

## Битка
Олбрат је успео да окупи војску од 80.000 људи и 200 топова. Лета 1497. године, кренуо је са планирањем поновног освајања тврђава на северној обали Црног мора и преузимања контроле над Кримом и делтом Дунава, док је Стефан Велики од Молдавије успео да обезбеди османску подршку.
Кампања је почела погрешно, када је Јован I ушао у Молдавију код Хотина, али је одлучио да не заузме тврђаву, већ да крене право ка главном граду Сучави. Касније се ово показало као фатална грешка: до тада је Стефанова тактика спаљене земље већ била општепозната, јер ју је неколико пута раније успешно користио против Мађара и Османлија; ипак, Јован I није успео да обезбеди своје комуникационе линије са Пољском. Снабдевање од куће се показало немогућим и Пољаци су били приморани да живе од већ исцрпљене земље.
Након неуспеле опсаде Сучаве (од 26. септембра до 16. октобра), са практично немогућим освајањем недавно обновљене и ојачане тврђаве (упркос коришћењу тешке опсадне артиљерије на њеним зидинама), и суочен са глађу, болестима, лошим временом и могућношћу доласка зиме, Јован I Олбрахт је био приморан да прекине опсаду. Након преговора, Пољаци су напустили Сучаву 19. октобра; Стефан им је одобрио безбедан пролаз под условом да се врате у Пољску истим путем којим су марширали на Сучаву и упозорио их да неће дозволити да пољске трупе униште још један део његове земље током повлачења.
Јован I Олбрахт је формално прихватио овај услов; међутим, у пракси је одлучио да се повуче другим и непознатим путем преко Буковине до Сњатина, уместо да крене претходно утврђеним путем до Камјанеца Подиљског преко Хотина, добро знајући да би поштовање Стефановог услова значило смрт за исцрпљене и изгладнеле трупе.
Међутим, кршење претходно договореног споразума показало се као судбоносна грешка коју је Стефан све време чекао: 26. октобра је из заседе напао Пољаке док су марширали уским путем који је пролазио кроз густо пошумљено подручје познато као Козминска шума. Стога, Јован I Олбрахт није могао да распореди своје снаге, чинећи пољску коњицу потпуно бескорисном. Неколико фаза битке трајало је три дана, а Стефан је поразио освајачку војску, која је била приморана да бежи у нереду. Истовремено, молдавски контингент је 29. октобра пресрео брзо окупљене пољске снаге за помоћ и потпуно их уништио код Ленћештија.
Када су се вратили на отворени простор, Пољаци су поново могли да искористе своју коњицу, а онај део преосталих трупа који је успео да одржи извесну меру реда и дисциплине успео је да се врати у Пољску - упркос Стефановом последњем покушају да се упусти у битку на уништење са остацима краљеве војске када су покушавали да пређу реку Прут код Черноваца.

## Последице
Након битке, Јован I Олбрахт се брзо вратио у Пољску (претрпевши још један велики пораз успут где је 5.000 пољских војника погинуло у Буковини) и саградио је Краковски барбакан, плашећи се напада Османског царства након узастопних пораза. Током овог времена, Османлије и Татари, уз помоћ Стефана Молдавског, напали су југоисточне углове Пољске. То се догодило у пролеће 1498. године: након преласка Дњестра, освајачи су опљачкали Црвену Русију и Подоље, заробили чак сто хиљада људи и стигли све до Пшеворска.
Зидови Кракова су ојачани и изграђена су додатна утврђења за одбрану града у случају да Османлије стигну до града.